# 1902 w nauce

## Urodzili się
- 10 lipca – Kurt Alder, niemiecki chemik, laureat Nagrody Nobla (zm. 1958)
- 26 lipca – Stanisław Gołąb, polski matematyk (zm. 1980)
- 6 sierpnia – Sylvain Arend, belgijski astronom (zm. 1992)
- 8 sierpnia – Paul Dirac, fizyk angielski, noblista (1933), (zm. 1984)

## Nauki przyrodnicze i ścisłe

### Astronomia
- 4 marca – Max Wolf odkrył planetoidę (483) Seppina
- 7 maja – Luigi Carnera odkrył planetoidę (485) Genua
- 24 grudnia – Max Wolf odkrył planetoidę Venusia

## Nauki społeczne

### Archeologia
- 17 maja – Valerios Stais, grecki archeolog odnalazł mechanizm z Antykithiry

## Technika
- 15 lutego – zostało otwarte berlińskie metro (U-Bahn)
- 27 marca – w indyjskiej Kalkucie uruchomiono pierwszą linię tramwaju elektrycznego
- 12 maja – uruchomiono komunikację tramwajową w czeskich Mariańskich Łaźniach
- 15 maja – nieudokumentowany lot samolotem napędzanym silnikiem parowym Lymana Gilmore w Kalifornii w USA
- 15 listopada – uruchomiono szerokotorową (1524 mm) Kolej Warszawsko-Kaliską
- Grudzień – skonstruowano pierwszy sterowiec półsztywny (dł. 56 m, obj. 2300 m³, inż. Henri Julliot i bracia Lébaudy, zakłady Astra, Francja)
- 10 grudnia – w Egipcie otwarto Tamę Asuańską
- 22 grudnia – oddano do użytku pierwszy odcinek kolei wąskotorowej w Zagłębiu Ostrawsko-Karwińskim

## Geografia
- 22 lipca – w Kopenhadze została założona Międzynarodowa Rada Badań Morza (ICES)
- 31 grudnia – Robert Falcon Scott i Ernest Shackleton, badacze Antarktydy, dotarli na południe dalej niż ktokolwiek inny w tym czasie (82°17′)

## Nagrody Nobla
- z fizyki – Hendrik Antoon Lorentz, Pieter Zeeman
- z chemii – Hermann Emil Fischer
- z medycyny – Ronald Ross